# Albert Kretschmer
Albert Kretschmer (* 27. Februar 1825 in Schweidnitz; † 11. Juli 1891 in Berlin) war ein deutscher Maler, Kostümkundler und Vorstand des königlichen Schauspielhauses in Berlin.

## Leben und Wirken
Kretschmer kam 1842 nach Berlin und studierte bei Professor Carl Joseph Begas an der Berliner Akademie. Er wohnte in der Berliner Friedrichstadt, Behrenstraße 8 und hatte zwei Söhne: den historischen Geographen Konrad Kretschmer und den Linguisten und Indogermanisten Paul Kretschmer. Der Tier-Maler Robert Kretschmer war ein Bruder von Albert Kretschmer.
Albert Kretschmer wurde bekannt für seine detailgetreuen Zeichnungen, Aquarelle und Lithographien und den darauf basierenden Veröffentlichungen zu deutschen und internationalen Trachten und historischer Bekleidung.
Außerdem arbeitete er bis 1889 als Kostümbildner am königlichen Schauspielhaus.

## Werke (Auswahl)
- Das große Buch der Volkstrachten. 2. Auflage. Bach, Leipzig 1890, archive.org
Neuauflage als reprint: Rheingauer Verlagsgesellschaft, Eltville am Rhein 1977 und Allpart Media Verlag, Berlin 2010, ISBN 978-3-86214-009-1[2]
- mit Carl Rohrbach: Die Trachten der Völker. Vom Beginn der Geschichte bis zum 19. Jahrhundert. In 104 Tafeln zusammengestellt, gezeichnet und lithographiert von Albert Kretschmer, im Farbdruck ausgeführt von Franz Eugen Köhler (Gera-Untermhaus). 3. Auflage. Bibliographische Anstalt Adolph Schumann, Leipzig 1906
  - Londoner Ausgabe: The Costumes of all Nations from the Earliest Times to the Nineteenth Century: Exhibiting the Dress and Habits of All Classes, Regal, Ecclesiastical, Noble, Military, Judicial, and Civil. H. Sotheran, London 1882.
  - Pictorial Encyclopedia of Historic Costumes. Dover Publications, Mineola NY 2007, ISBN 978-0-486-46167-0.

Illustrationen
- Ida von Reinsberg-Düringsfeld, Otto von Reinsberg: Hochzeitsbuch: Brauch und Glaube bei den christlichen Völkern Europas, mit XXIV Illustrationen von Albert Kretschmer und einem symbolischen Titelbilde von Marie von Reichenbach. In Farbendruck ausgeführt von J. G. Bach in Leipzig. 1871. urn:nbn:de:hbz:061:1-71430 – Digitalisat der Universitäts- und Landesbibliothek Düsseldorf

### Galerie

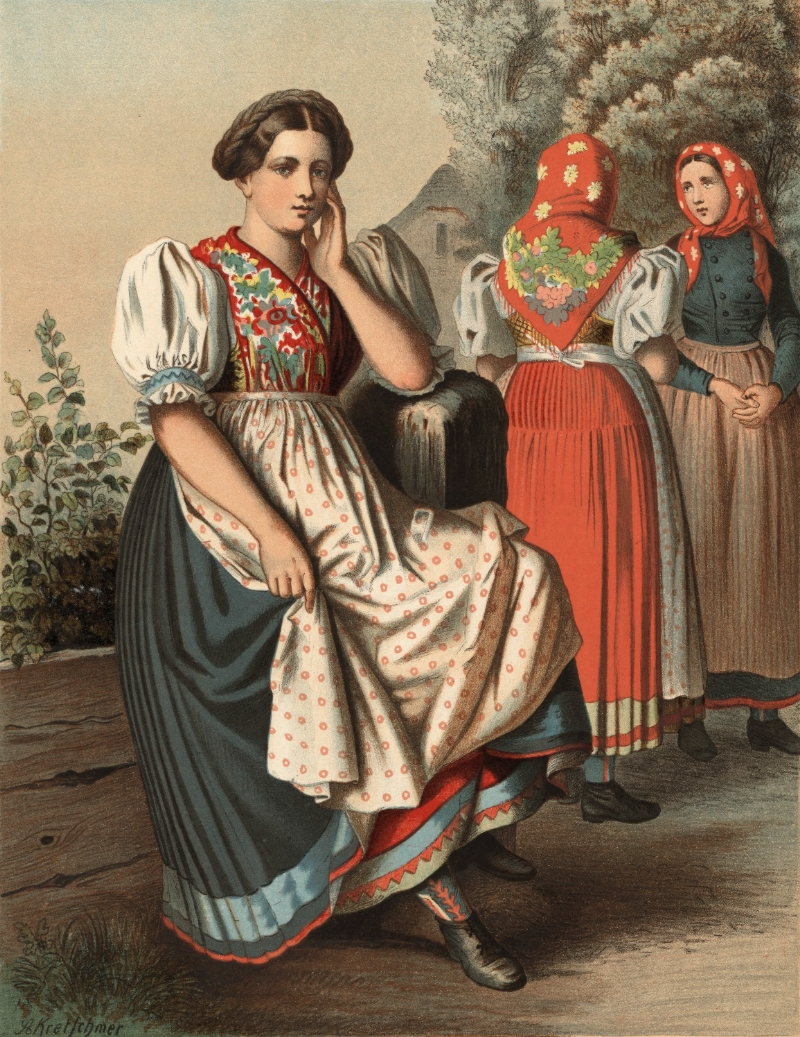
Schlesische Tracht
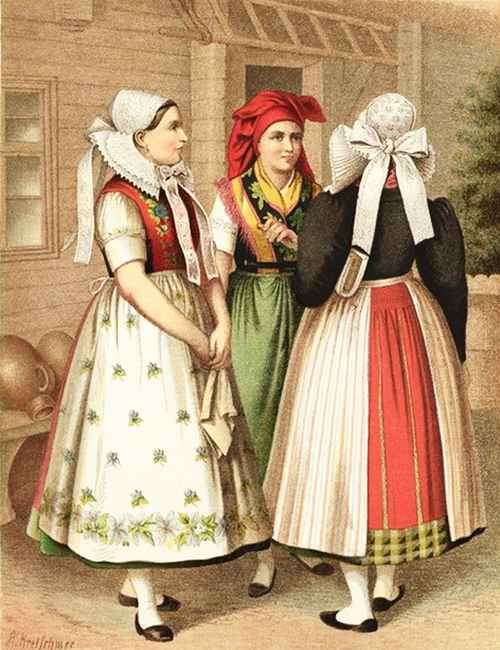
Spreewaldtracht
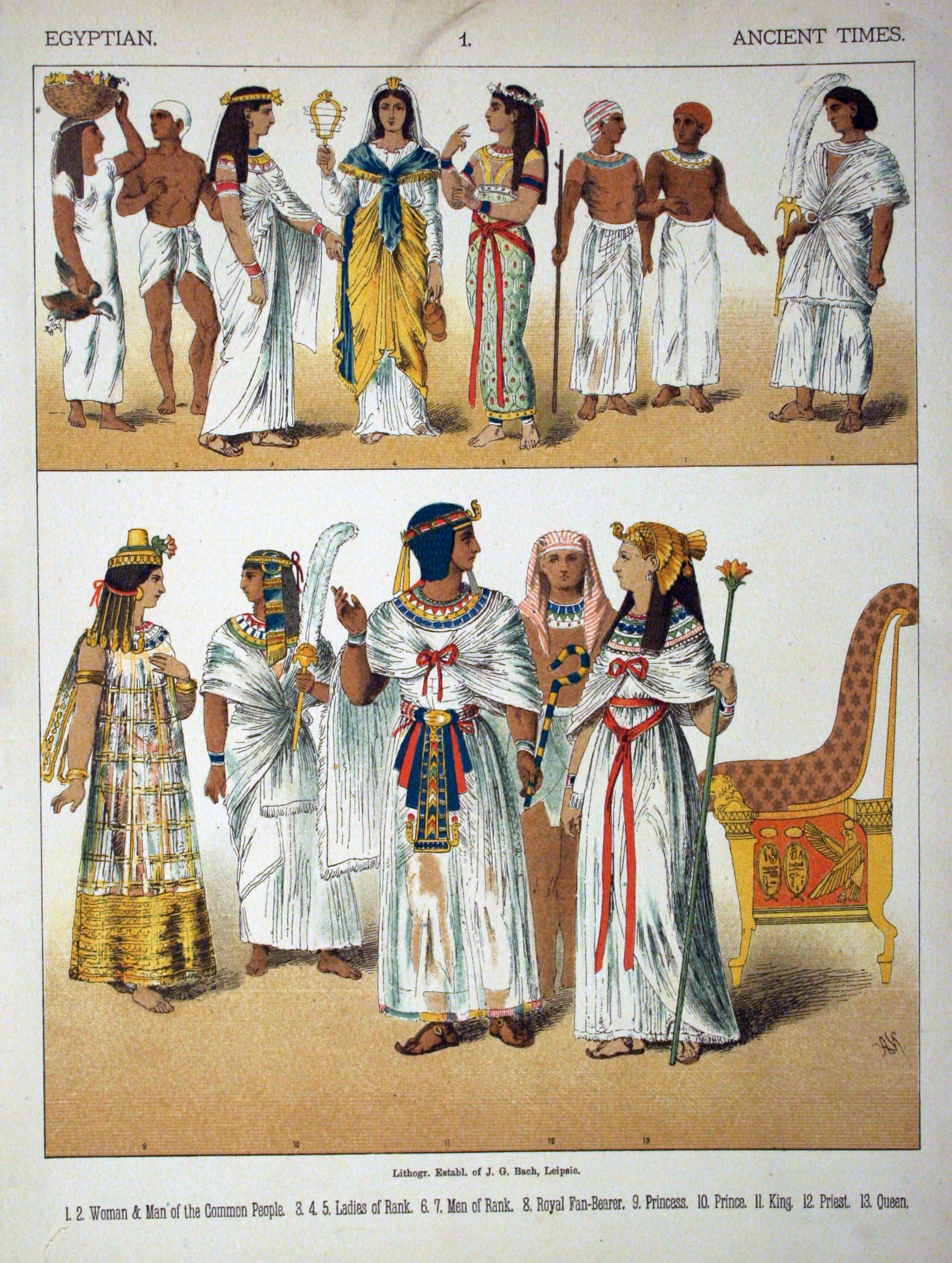
Antike ägyptische Tracht
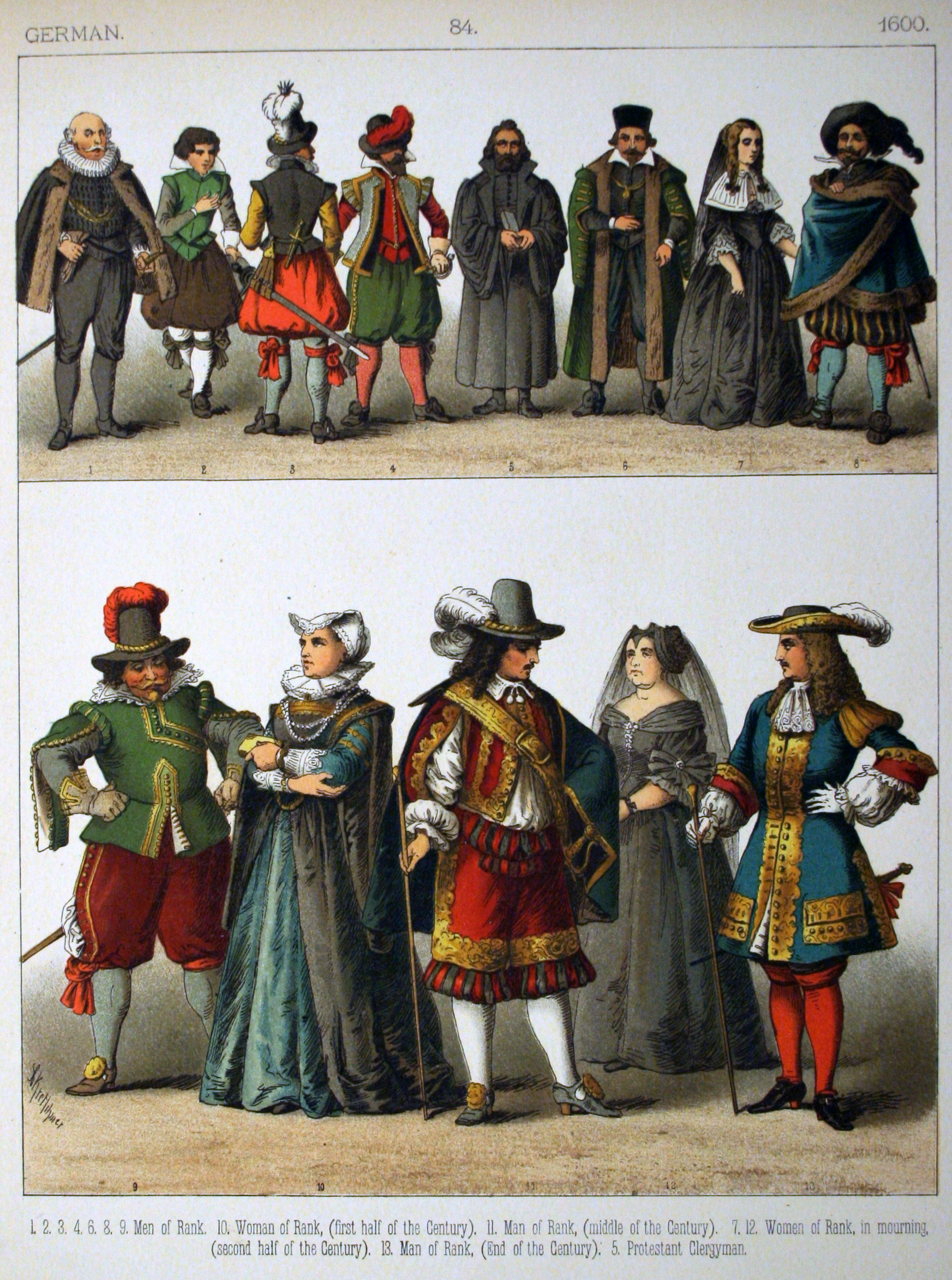
Deutsche Mode 17. Jahrhundert
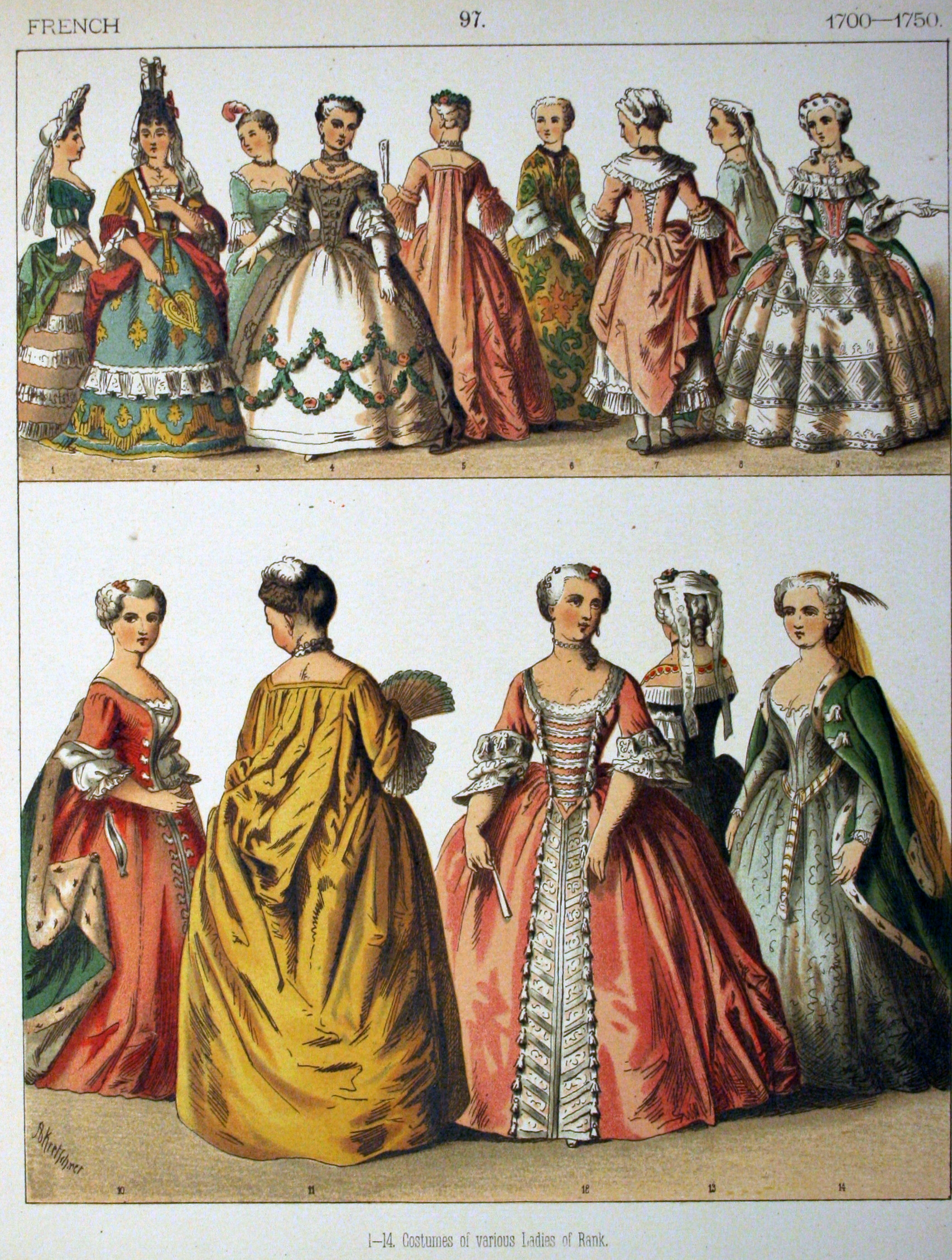
Französische Mode 1750–1800